# Криштопівка (зупинний пункт, код ЄМР 330225)
Криштопівка — пасажирський зупинний пункт Жмеринської дирекції Південно-Західної залізниці на електрифікованій лінії Гречани — Тернопіль між зупинним пунктом Трительники (4 км) та станцією Війтівці (3 км). Розташований поблизу села Криштопівка Хмельницького району Хмельницької області.

## Історія
Відкритий у 1900 році.
У 1998 році зупинний пункт електрифікований змінним струмом (~25 кВ) в складі дільниці Тернопіль — Гречани.

## Пасажирське сполучення
На зупинному пункті Криштопівка зупиняються приміські електропоїзди сполученням Хмельницький — Підволочиськ